# Hemimetabool
Hemimetabool is een in de biologie gebruikte term voor ongewervelde dieren die een onvolledige gedaanteverwisseling kennen. Dit wil zeggen dat de jonge dieren al op de ouders lijken en door middel van vervellingen groeien en steeds meer kenmerken van volwassen dieren krijgen. Eenmaal volwassen lijkt de larve al sterk op het volwassen dier en ontwikkelt hij zijn vleugels in één of meer vervellingen zonder apart popstadium.
Er zijn ook holometabole insecten die een volledige gedaanteverwisseling ondergaan: de larven lijken niet op de volwassen dieren maar veranderen daarin via een popstadium.
Bekende tot de Exopterygota gerekende hemimetabole insectenorden zijn bijvoorbeeld de kakkerlakken, oorwormen, wantsen, bladluizen, libellen en (bid)sprinkhanen.
De juveniele dieren worden bij hemimetabole insecten wel nimf genoemd.